# 超衰布萊恩
凱爾·愛德華·克雷文（英語：Kyle Edward Craven，1989年8月10日—），暱稱「超衰布萊恩」，是一名美國網路名人，因2012年在Reddit上發布的無處不在的照片而知名，該照片迅速成為流行的網絡迷因。超衰布萊恩是一種表情包風格的迷因。他的標題描述了各種不吉利的、令人尷尬的和悲慘的事件。

## 迷因

### 起源
2012年1月23日2時15分（UTC），伊恩·戴維斯（Ian Davies）在Reddit上傳一張他的朋友凱爾·克雷文的照片。克雷文和戴維斯都在俄亥俄州阿克伦的霍班大主教中學上學。這張成為超衰布萊恩"的照片最初是為高中2005—06年的年鑑拍攝的。克雷文說，他用毛衣擦了擦臉使其變紅，並擺了一個傻笑。當時的高中校長讓他重新拍攝照片，但克雷文和戴維斯已經掃描並保存了原始照片。這張照片在貼圖討論板4chan以及Facebook和Twitter等社交媒體網路上迅速流行起來，描繪了「一個無法抓住機會的人 [……] 是一個滑稽的壞運氣象徵」。

### 著名描述
2013年，超衰布萊恩（由克雷文本人描述）在YouTube影片短劇中與同為迷因的嚇死爹妹子一起出現，兩個角色進行了一次約會。這次合作促使克雷文創建自己的超衰布萊恩YouTube頻道，以及在Facebook、Instagram和Twitter上的帳戶。
超衰布萊恩被變成沃爾瑪和熱門話題出售的T恤、毛絨玩具和各種週邊。他出演了大眾汽車等公司的廣告活動。2018年10月，克雷文為麥當勞做了一系列廣告，其中有超衰布萊恩這個角色，這些廣告在YouTube、Reddit和Spotify上出現。包括許可交易和商品，克雷文估計他在2015年以來的三年內賺了2萬美元。
2021年3月，克雷文以約36,000美元的價格出售了一個超衰布萊恩的NFT。
2023年，克雷文在保險公司The General的廣告中飾演超衰布萊恩，與NBA球星俠客·歐尼爾一起出現。

## 個人生活
2012年4月11日，一個自稱是超衰布萊恩的Redditor試圖在「問我任何事」子版上發一個AMA貼文，但該貼文被刪除。克雷文於2012年5月8日回到不同的「諮詢動物」子版發了一個AMA貼文。
克雷文是他父親的教會建築公司的營運長。

## 外部連結
- YouTube上的Bad Luck Brian頻道

- YouTube上的Bad Luck Brian頻道